# Watertoren (Ede)
De Watertoren van Ede was een stenen watertoren.

## Bouw en gebruik
De toren werd gebouwd aan de Lindelaan in 1906 in opdracht van de Amsterdamse firma R. Cruijff & Zonen naar een ontwerp van architect Tulp. In januari 1905 verzocht de firma om de vergunning te verkrijgen voor de aanleg van een gemeentelijk waterleidingsnet. Op 7 februari 1905 nam de gemeenteraad van Ede het besluit en kon de fima beginnen met het leggen van leidingen. In de raadsvergadering van 16 februari 1906 werd het besluit genomen om twee percelen grond te kopen, perceel De Klinkenberg sectie K2333 en perceel De Paaschberg sectie K543 en te verpachten aan de firma zodat deze de bij het leidingnet benodigde watertoren kon gaan bouwen. In de zomer van 1906 werd de toren door de firma Cruijff gebouwd. Hij had bij oplevering een waarde van fl 21.857. In 1913 werd het bijbehorend pomphuis opgeleverd.

## Beheer

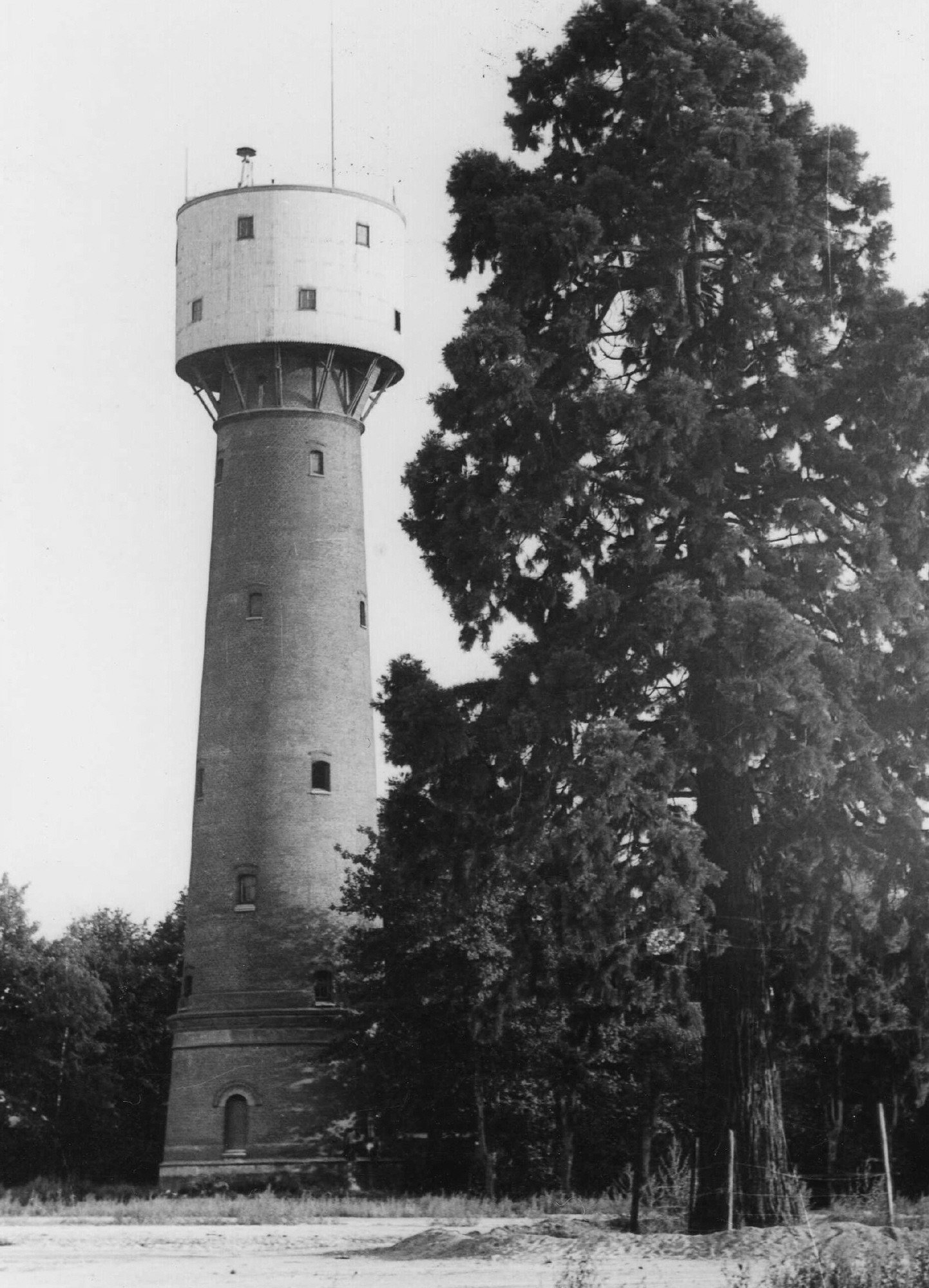
De watertoren in 1978

In 1949 zegde de gemeente de concessie op en beheerde voortaan onder de naam Edesche Waterleiding Maatschappij de toren en het waterleidingnet zelf. In 1951 kwam er een fusie tussen de gemeentelijke gasfabriek en het waterleidingsbedrijf en hierdoor kwam de watertoren onder het Gas- en waterleidingsbedrijf der Gemeente Ede. Later viel de toren in 1976 bij de fusie tot Veluwse Nutsbedrijven onder deze laatste organisatie. Deze eigenaar besloot uiteindelijk in 1978 tot de sloop.

## Ander gebruik
Op de toren stond jarenland bovenaan met grote letters AKU te lezen, de reclame van de voorloper van het bedrijf ENKA en later AkzoNobel. Na de Tweede Wereldoorlog legde de AKU als vervanging voor de verdwenen kanovijver op het complex De Reehorst een sintelbaan aan die in de winter voorzien werd van een waterlaag om als ijsbaan te dienen. Als de baan openging werd er een grote blauwe vlag boven in de watertoren gehesen om aan te geven dat de Edenaren naar de ijsbaan konden gaan. In 1963 was de winter zo streng dat dit onnodig was en is de traditie beëindigd.

## Sloop
De watertoren bestond tot 27 april 1978 toen hij om precies 14.00 uur met dynamiet werd opgeblazen. De toren had zijn functie verloren en was niet meer nodig als reservoir. Het bijbehorend pomphuis is wel behouden gebleven. Hierin was jaren de gemeentelijke brandweer gevestigd. Momenteel is het in gebruik als restaurant, met de naam Het Pomphuis.
Aalten · 
Arnhem ·
Berg en Dal ·
Bontebrug ·
Culemborg ·
Doetinchem ·
Doorwerth ·
Ede ·
Eibergen ·
Ermelo ·
Harderwijk ·
Leur ·
Lochem · 
Nijkerk ·
Nijmegen ·
Oosterbeek ·
Radio Kootwijk ·
Tiel 
(Oude ·
Nieuwe) ·
Ulft ·
Wageningen
(Generaal Foulkesweg · Belvedère) ·
Winterswijk ·
Wolfheze ·
Zaltbommel
(Oude · Nieuwe) ·
Zutphen
(Drogenapstoren · Warnsveldseweg) ·